# Rød tørvemos
Rød tørvemos (Sphagnum magellanicum) er et stort og groft tørvemos, der er mere eller mindre rødfarvet. Det kendes på de afrundede butte grene med brede og hule blade sammen med en karakteristisk vinrød farve. Arten kan dog være grøn, når den vokser i skygge, hvor den kan ligne Alm. Tørvemos (Sphagnum palustre).

## Beskrivelse
En enkelt plante kan danne en pude eller endda et tæppe. Stænglerne danner en lille ”stamme” som danner 4-5 sidegrene, men af dem visner de 2-3 væk. De øvrige hænger ned langs hovedskuddet. Normalt er skuddene matte og rødlige, men helt grønne planter findes også. Bladene på hovedskuddet er flade og tungeformede og ligger tæt op ad skuddet. Bladene på sideskuddene er oftest tilliggende, men af og til er de lidt udstående. De er lancetformede og hule, og de løber ud i en bred, afrundet spids.
De grønne, fotosynteseaktive celler i bladene ligger samlet inde ved midten, helt omgivet af store, vandførende celler. Dette mikroskopiske træk adskiller denne art fra Sphagnum palustre, når den vinrøde farve mangler hos rød tørvemos. I de tilfælde, hvor S. palustre har rødt i skudspidsen, så er det kun i den centrale del og dermed i kontrast til de meget blegere, udstående, ydre grene. Desuden har rød tørvemos en fladere skudspids end S. palustre.
Tørvemosser har ikke noget egentligt rodnet, men de vandførende celler tilfører konstant vand til hele planten. Dette gør, at disse planter kan danne moser med vandføring op over vandret.
Højde x bredde og årlig tilvækst: 0,20 x 0,02 (20 x 2 cm/år). I disse – meget gennemsnitlige – tal ligger store forskelle. Artens evne til at danne tæppe eller puder er ikke medregnet.

## Hjemsted
Arten er cirkumpolart udbredt på den nordlige halvkugle, men forekommer på egnede steder helt ned i Mellemeuropas og Centralasiens bjerge. Desuden er den helt dominerende i højmoserne i Sydamerika og på Falklandsøerne. Den foretrækker voksesteder, der er meget sure, konstant våde og lysåbne, men kan dog findes ind i let skygge. Rød tørvemos er karakterart for plantesamfundet Oxycocco-Sphagnetea (højmoser), hvor man også træffer de to andre arter: kohornstørvemos og rustbrun tørvemos.
I Danmark og resten af Norden er rød tørvemos almindelig i fugtig hede og i højmoser.
I nogle meget forstyrrede højmoser i Tregaron Bog ved Afon Teifi i det mellemste Wales findes arten sammen med bl.a. rosmarinlyng, blåtop, Carex aquatilis (en art af star), hedelyng, hvid næbfrø, klokkelyng, lysesiv, rørgræs, sodtørvemos og tuekogleaks

## Note
1. ↑  Joint Nature Conservation Comittee: Active raised bogs. Tregaron Bog Arkiveret 5. februar 2009 hos  Wayback Machine (engelsk)